# غلين دوغاتي
غلين دوغاتي (بالإنجليزية: Glenn Doughty)‏ هو لاعب كرة قدم أمريكية أمريكي، ولد في 30 يناير 1951 في ديترويت في الولايات المتحدة.

## وصلات خارجية
- غلين دوغاتي على موقع مرجع كرة القدم المحترفة.كوم (الإنجليزية)